# 北野貴章
北野 貴章（きたの たかあき、1986年3月2日 - ）は、テレビ朝日ビジネスソリューション本部 コンテンツ編成局第1制作部配属のプロデューサー、演出家。

## 来歴
大阪府出身。京都大学経済学部を卒業後、2010年にテレビ朝日へ新卒入社するとビジネスソリューション本部 コンテンツ編成局第1制作部配属となる。元々はバラエティ番組の制作を志望していたわけではなく、映画製作を志望での入社であった。以後、『そうだったのか!池上彰の学べるニュース』『くりぃむクイズ ミラクル9』などでアシスタントディレクターを経験する。アシスタントディレクター時代の際の失敗経験をもとに「人生を盛大にしくじった人から「しくじりの回避法」を学ぼう!」をコンセプトにした『しくじり先生 俺みたいになるな!!』を企画。パイロット特番が放送されたのち、レギュラー放送が開始された。『しくじり先生』の第1期レギュラー放送終了後、2019年より『しくじり先生』がレギュラー番組として復活した際は引き続き演出を担当している。また松丸亮吾らと立ち上げたYouTubeチャンネル『ポケカアカデミー』に「きたのさん」として出演。バラエティ番組の他、舞台やドラマの脚本なども手掛けている。

## 担当番組

### 現在
レギュラー
- しくじり先生 俺みたいになるな!!（第1期レギュラー / 企画・演出、第2期レギュラー / 企画・演出→演出・プロデューサー）[2]
- くりぃむナンタラ（企画・演出）[5]
- アルコ＆ピースのしくじり学園podcast（企画・演出）

### 過去
レギュラー
- そうだったのか!池上彰の学べるニュース（AD）[1]
- くりぃむクイズ ミラクル9（AD・ディレクター）[1]
- ギリギリくりぃむ企画工場（ディレクター）[1]
- 俺の持論（企画・演出）
- にゅーくりぃむ（企画・演出）[2]
- 満パンスター2023 -さらば&三四郎が3月にライブすることだけ決まってる番組-（演出・プロデューサー）
- 週刊ダウ通信（企画・演出・プロデューサー）[6]

特番
- モテスベ〜モテるためにすべきこと〜（企画・ディレクター）[1]
- 未来ディレクター吉村（企画・監督・脚本）[1]
- くりぃむVS林修!クイズサバイバー（ディレクター）
- 中田歴史塾（企画・演出）
- 余計なお世話かもしれませんが…（企画・演出）
- 澤部パパと心配ちゃん（企画・演出）[7]
- おらが県ランキング ダイナンイ!?（チーフディレクター）
- 中田敦彦のSTAND UP STUDY（企画・演出）
- 謎解きクイズXからの挑戦状（企画・演出）
- エポック先生（企画・演出）
- 東京BABYBOYS9（企画・演出）[7]
- 大人の国のアリス（企画・チーフディレクター）
- 脳天カルパッチョ（企画・演出）
- イマジン〜脳がハマるドラマ〜（原作・脚本・演出）
- +90000（演出）
- おるおるオードリー（企画・演出）
- オードリーのどうなるトラベル（企画・演出）
- 謎解きミステリー『AGASA』全５話（企画・演出）
- オードリー・ハライチ・ノブコブ・アルピーの、そのコントやってみます（企画・演出）
- オードリー・ハライチ・ノブコブ・アルピーの、そのコントやってみます２（企画・演出）
- 日米共同制作特番『SONGvs DANCE』（企画・演出）

## 脚本

### 舞台
- QUINTET〜ゲーム会社SHIMAZ運命の10日間〜（アトリエファンファーレ東新宿、2020年9月29日 - 10月4日）[8]
- ニュー熱海国際ホテル（ウッディシアター中目黒、2021年12月25日 - 29日）[9]
- ニュー熱海国際ホテル 2022（シアターサンモール、2022年12月24日 - 31日）[10]
- スターライドオーダー（ブルースクエア四谷、2023年9月15日 - 18日）- 演出も担当[11]
- 舞台『AGASA』（EXシアター六本木、2024年4月18日）- 演出
- 舞台『AGASAー完璧な殺人者ー』（EXシアター六本木、2024年12月11日・12日）- 演出
- スターライドオーダー２（ブルースクエア四谷、2024年12月28日・29日）- 演出も担当

### ドラマ・映画
- 僕らのウォーキングデッド - 監督も担当[12]
- ピーコックブルーガール[13]
- イマジン〜脳がハマるドラマ〜